# La memoria e il perdono
La memoria e il perdono è una miniserie televisiva del 2001 diretta da Giorgio Capitani.

## Produzione
L'opera è coprodotta da Rai Fiction, Compagnia Leone Cinematografica, Televisió de Catalunya, Factotum e Via Digital. Per questo, è una coproduzione internazionale italo-spagnola.
Le riprese sono state effettuate in Piemonte per cinque settimane. Di conseguenza, la produzione ha avuto il sostegno della Film Commission Torino Piemonte.
Gli interpreti principali sono Virna Lisi, Jean-Pierre Cassel, Anna Valle, Andrea Giordana e Bianca Guaccero.
È stata trasmessa in prima visione assoluta il 16 e il 17 dicembre 2001 su Raiuno.